# شیم سانگ-جونگ
شیم سانگ-جونگ (کره‌ای: 심상정؛ انگلیسی: Sim Sang-jung، زادهٔ ۲۰ فوریه ۱۹۵۹) سیاستمدار اهل کره جنوبی است. او یکی از پنج نامزد مهم ریاست جمهوری در انتخابات ریاست‌جمهوری کره جنوبی (۲۰۱۷) بود که به عنوان نامزد حزب عدالت رقابت می‌کرد. 
او در حال حاضر عضو بیست و یکمین مجلس ملی کره جنوبی است و رهبر حزب عدالت از سال ۲۰۱۵ تا ۲۰۱۷ و ۲۰۱۹ تا ۲۰۲۰ بوده‌است.